# Opatija Neresheim
Opatija Neresheim (St. Ulrich in Afra) je benediktinski samostan v škofiji Rottenburg-Stuttgart v Baden-Württembergu in pripada  kongregaciji Beuronese. Najbolj je znana po cerkvi, ki je pozno delo  Balthasarja Neumanna in velja za eno najpomembnejših cerkev poznega baroka. 
Samostan se nahaja nad mestom Neresheim v Ostalbkreis na vzpetini Ulrichsberg, ki se dviga nad Härtsfeldom.

## Zgodovina
Samostan je ustanovil leta 1095 grof Hartmann I. Dillingenski in njegova žena Adelaide Winterthur-Kyburgška, verjetno hči zadnjega Winterthurskega grofa Adalberta II. in tako mačeha grofov Kyburg, kot avguštinsko opatijo moške skupnosti, leta 1106 pa je postala benediktinska opatija, ki se je pridružila po reformi Hirsauer (reforma Hirsauer je bilo samostansko gibanje v 11. in 12. stoletju). Prvi (benediktinski) menihi so prišli iz samostanov Peterhausen in Zwiefalten. Poleg tega, da je obstajala skupnost moških, je sredi 13. stoletja prišla še ženska skupnost. 
V 13. stoletju je imel samostan sedem vasi, kot tudi pobiral davke in dohodke na 71 dodatnih lokacijah po vsem Härtsfeldsu, prav tako je bilo vključenih 10 župnij. Samostan je bil večkrat obnovljen po požarih, uničen tudi zaradi vojne: tako je dočakal 12. stoletje Hirsauerjeve reforme, Šmalkaldensko vojno, tridesetletno vojno in vojne v luči francoske revolucije.
Konec 16. stoletja, je nastal spor med cesarsko neposrednostjo opatije in Oettingen-Wallersteini za več pristojnosti. Cesarska komisija v Münchnu je posredovala leta 1583. Leta 1739 je ponovno nastal spor glede prodaje lesa, kar je sprožilo plaz: grofje Oettingen-Wallerstein so vložili tožbo pri kraljevem senatu sodišča v Wetzlarju, opatija pred Reichshofratu, ker so upali na boljše možnosti. Po več kot 20 letih tožarjenja, so se dogovorili o rešitvi, ki je bila odobrena tudi iz Reichshofrata: leta 1764 je postala opatija cesarska, nato jo je kupil s prenosom številnih posesti (vključno z mestom Neresheim) grof Oettingen Wallerstein. Opatiji je ostalo le majhno ozemlje.
Leta 1802 je bil samostan ukinjen in sekulariziran. Zaradi motenj, ki so jih povzročale Napoleonove invazije, je bilo skrbništvo nad sredstvi opatije in premoženjem  v letih 1803-1806 dodeljeno knežji hiši Thurn und Taxis. Leta 1806 je prevzela lastništvo Bavarska. Oba, opatija in županija Thurn und Taxis, sta bili leta 1810 dani kraljestvu Württemberg. Dragoceno pohištvo in oprema opatije je čez noč pripadla rodbini Thurn in Taxis, ko jo je leta 1993 odkupila Zvezna dežela Bavarska. Velik del knjižnice ima zdaj spet v najemu Neresheim, po tem, ko leta 1828 predvidena prodaja ni bila realizirana. Katalogi knjižnice iz 18. stoletja so še vedno v Regensburgu.
Princ Thurn und Taxis je financiral in ponovno ustanovil samostan. Leta 1919 je bil samostan ponovno naseljen z benediktinci iz opatij Beuron in Emaus iz Prage. Prvi opat po ponovni vzpostavitvi je bil Bernhard Durst (1921-1965). Njegov naslednik je bil John Kraus (1965-1977).

### Pomembni opati
Med samostanskimi poglavarji zlasti izstopajo Pilgrim von Berrieden (1126-1138), ki je vodil obsežno korespondenco s Hildegardo iz Bingna, Johann Vinsternau (1510-1529), ki je začel z reformo Melk v Neresheimu in Benedikt Maria Angehrn (1755-1787) v čigar mandatu je bila zgrajena samostanska cerkev in na koncu pridobil cesarsko neposrednost.

## Opatija danes
Danes deset menihov tvori (november 2014 ) konvencijo Opatije v Neresheimu, ki spada v kongregacijo Beuronese. Samostan ima prostore za sestanke in gostišče in organizira duhovne vaje in tečaje.
13. februarja 2004 je prior Albert Knebel ustanovil »deški zbor opatije Neresheim«, fantom iz 1. razreda ponuja brezplačno glasbeno in vokalno splošno izobraževanje. Deški zbor, ki ima 40 članov, poje približno enkrat mesečno na nedeljo pri večernicah v opatiji in na nastopih zunaj samostana.
Društvo za ohranjanje opatije Neresheim e. V. je zavezano k ohranjanju in podpori opatije in pospešuje obnovo samostanskih stavb.
Od konca oktobra 2009 v samostanu domuje nov samostanski muzej, ki prikazuje zgodovino opatije. Med ogledom samostanskega muzeja je tako mogoče videti Michaelisaal, kot tudi veličastno banketno dvorano Dominikusa Zimmermanna, graditelja  Wieskirsche. 

## Samostanska cerkev

### Zgodovina in arhitektura
Srednjeveški samostan z romansko baziliko (zgrajena 1126-1190) je stal južno od sedanje cerkve. V letih 1568/69 je bil zgrajen večji kor, leta 1695 pa predelan v baročnem slogu.
Graditelj samostanske stavbe je bil Michael Wiedemann iz Unterelchingena. Nekoliko za tem (1697) je začel graditi grad Freudental. 
Po rušenju prejšnje stavbe, je bila današnja samostanska cerkev zgrajena v letih 1747-1792 po načrtih  Balthasarja Neumanna. Neumann je predstavil leta 1748 načrt za stavbo s sedmimi kupolami v obliki latinskega križa. Glavna kupola je podprta s štirimi prostostoječimi pari stebrov, je 32 metrov visoka, 24 metrov dolga in 20 metrov široka. Cerkvena stavba je 83 metrov dolga in 35 metrov široka. Vzdolžna in osrednja ladja sta harmonično povezani. Vodenje gradnje je prevzel Leonard Stahl, Neumannov študent. Temeljni kamen je bil položen 4. julija 1750. Neumann je umrl na 19. avgust 1753, za njegovega naslednika pa je bil imenovan Johann Baptist Wiedemann iz Donauwörtha. Wiedemann je želel nadaljevati z delom po načrtih Neumanna, konvent pod vodstvom opata Benedikta Maria Angehrna, pa se je leta 1759 odločil za spremembe. Prvotno načrtovan kamnit obok je moral biti raven lesen strop, na križišču ladij v kupoli ni smelo biti lanterne. Pozimi leta 1770 je bilo končano obokanje, dokončno pa gradnja končana po 22 letih.  Cerkev je bila posvečena leta 1792.
V svoji dokumentaciji nemški umetnostni zgodovinar Georg Dehio imenuje opatijsko cerkev kot »mojstrovino evropske baročne arhitekture« in razglaša: »Baročne arhitekture, ne samo v Nemčiji, temveč v Evropi je le malo, ki se lahko meri s tem objektom«.
Na bankovcu za 50 DM (nemška marka, ki je bil v veljavi 1991-2002, je cerkev upodobljena na hrbtni strani v vzdolžnem prerezu - vendar v neizvedeni varianti (spredaj kaže arhitekta Balthasarja Neumanna).
Leta 1965 je grozil propad cerkve, saj so se zaradi posedkov v glavni kupoli pojavile razpoke v stenah. V letihd 1969 do 1975 je bila stavba obnovljena, vendar je stolp ohranil rahel nagib proti vzhodu.

### Freske
Graditelj Stahl je pripeljal za izdelovalca fresk dvornega slikarja avstrijskega guvernerja v Milanu, Martina Knollerja iz Steinacha v Avstriji. Umetnik je v letih 1770-1775 ustvaril sedem fresk v kupoli in veljajo za najpomembnejše poznega baroka. Prikazuje Jezusa Kristusa v centru, obkrožen je s prizori iz njegovega življenja, vključno Zadnjo večerjo in Vnebohodom.

### Oprema
Arhitekt Thomas Schaidhauf je med letoma 1776-1792 cerkev opremil s slepimi arkadami in jih uredil v zgodnje klasicističnem slogu. 
- Korna stena s križem je visoka 6,6 metra.
- Dva stranska oltarja sta posvečena sv. Trojici in Materi Božji.

### Notranjost
- Prižnica
- Glavni oltar
- Skupina figur v štuku

### Orgle
Johann Nepomuk Holzhey iz Ottobeurena je zgradil zadnje od velikih južnonemških, baročnih orgel v Neresheimu v letih 1792 do 1797. Zgledoval se je po tistih iz bazilike Weingarten, Josepha Gablerja, kot tudi po nekoliko starejših Holzheysovih v Rot an der Rot in Weißenau. Po številnih spremembah leta 1979, je bilo prvotno stanje orgel v veliki meri obnovljeno. Delo je izvedel švicarski graditelj orgel firma Kuhn. 